# I visionari (album)
I visionari è un album in studio del pianista italiano Stefano Bollani, pubblicato nel 2006.

## Tracce

### Disco A
1. La Sicilia – 6:15
2. Il fiore canta e poi svanisce – 6:22
3. Visione numero uno – 10:35
4. Carnevale di Dunkerque – 5:50
5. Storta va – 6:39
6. Che cosa sono le nuvole – 4:33

### Disco B
1. Intro – 1:37
2. Per scordarti di me – 1:55
3. Visione numero due – 5:20
4. Antichi insediamenti urbani – 7:27
5. Alone Together – 4:04
6. Scartabello – 5:56
7. Mamma mia dammi cento lire – 3:34
8. Impro – 1:22
9. Quando la morte verrà a prendermi – 2:15
10. Sardità – 3:36
11. Visione numero tre – 5:54

## Formazione
- Stefano Bollani – pianoforte, voce
- Ferruccio Spinetti – contrabasso
- Cristiano Calcagnile – batteria
- Paolo Fresu – tromba
- Mirko Guerrini – sax, flauto
- Nico Gori – clarinetto
- Petra Magoni – voce